# Unione Civica (Uruguay)
L'Unione Civica (in spagnolo: Unión Cívica - UC) è un partito politico di ispirazione conservatrice attivo in Uruguay dal 1980.
Il suo antecedente storico è l'Unione Civica dell'Uruguay, fondata da Juan Zorrilla de San Martín e altri cittadini cattolici all'inizio del XX secolo.